# Stuk (roman)
Stuk is een thriller van de Nederlandse schrijfster Judith Visser, over een tienermeisje dat zich vreemd gaat gedragen omdat ze gepest wordt op school. Het verhaal werd in 2014 verfilmd door regisseur Steven de Jong, onder de naam Stuk!. 
Het boek was genomineerd voor de Gouden Strop 2009.

## Verhaal
Elizabeth Versluys is de zestienjarige dochter van gescheiden ouders. Vier jaar geleden liet haar vader haar moeder in de steek om met een Amerikaanse blondine in de Verenigde Staten te gaan wonen. Toen haar hond Rudy gestorven was, verving ze die door een nieuw huisdier: de rat Sattnin. Elizabeth en haar moeder zijn verhuisd van Dordrecht naar Rotterdam. Op haar nieuwe school, het Mercatuscollege, wordt ze gepest door haar klasgenoten. Haar pesters gebruiken seksueel en lichamelijk geweld en er wordt zelfs bebloed maandverband in haar gezicht uitgesmeerd. Elizabeth lijdt hieronder. Ze krijgt eetbuien, begint haar haren uit te trekken en krijgt zelfmoordgedachten. Haar enige vrienden zijn haar rat en haar internetvrienden.
Ze is jaloers op Riley Konings, een mooi, blond meisje dat een relatie heeft met Alec Leeuwenburg. Deze twee zijn in haar ogen perfect. Elizabeths verlangen om Rileys plaats in te nemen wordt stilaan een obsessie. Ze doet er alles aan om op Riley te lijken, waardoor ze anorexia krijgt en een blonde pruik steelt uit een tropische winkel. Op een schooldag komt ze Riley huilend tegen bij de bushalte. Riley vraagt Elizabeth of ze mee mag naar haar huis, waarop Riley haar verhaal vertelt over haar ruzie met Alec. Elizabeth is gepreoccupeerd met Alec en Riley, en ziet dit als hét teken dat haar liefde voor Alec voorbestemd is, net als de ruzie van nu. Als Elizabeth wat te drinken voor Riley ophaalt, stopt ze vijf zakjes slaappoeder van haar moeder in Riley's sap. Als Riley haar bewustzijn verliest, gijzelt ze Riley in een kelder.
In de tijd dat ze daar is, maakt ze Riley schoon, ruimt haar menstruatiebloed, plas en ontlasting op. Ook is ze in de tussentijd nog druk bezig met het crashdieet dat ze volgt en probeert ze bij de lessen naast Alec te zitten. Elizabeth saboteert het politieonderzoek door tijdens een gymles de agenda van Riley in de tas van Sabina te stoppen. Ze gelooft ook dat ze zonder seksuele ervaring niet bij Alec aan kan komen zetten, dus nodigt ze tot drie keer toe een pizzaboer uit om zich door een van hen te laten ontmaagden. De eerste twee pogingen mislukken, maar bij de derde poging komt een jongen van negentien, een loverboy Mourad, haar pizza bezorgen en zo wordt ze toch nog ontmaagd. Hij belooft haar dat ze in een mooi huis met allemaal mooie meisjes komt te wonen, waar ze geld en mooie kleren krijgt. Hij palmt haar volledig in met mooie praatjes en zo belooft Elizabeth dat ze hem terugbelt. 
Op haar laatste schooldag gaat ze weer naast Alec tijdens de lessen zitten. Maar als ze haar geschiedenisboek wil pakken, valt de parfum van Riley uit haar tas. Als ze zich bukt om hem er weer in te stoppen, kijkt Alec haar kant op, en ziet zo dat ze het kettinkje van Riley om haar nek heeft. Hij kijkt haar versteend aan, maar Elizabeth weet niet dat hij het gezien heeft. Tijdens de tweede pauze is Alec niet in de kantine te vinden. Maar Elizabeth richt zich op Sabina: ze lokt Sabina naar de verlaten wc's bij de gymzaal en steekt haar daar neer. 
Daarna gaat ze naar huis om de brief voor haar moeder op de koelkast te plakken, de plek waar haar moeder direct naartoe gaat om zichzelf na haar werk te troosten met eten. In haar slaapkamer doet ze natuurlijk haar blonde pruik op en neemt een groene deken mee voor Riley, zodat de politie haar niet naakt hoeft te vinden. Maar als ze naar de kelder loopt, ziet ze dat haar kelderhok open is: de politie heeft haar betrapt en houdt haar kort na een vluchtpoging aan. 
Daar treft ze Alec en haar moeder aan. Riley zit in een brancard van de ambulance. Alec trekt het kettinkje van Riley van haar nek en vraagt waarom ze het heeft gedaan, maar Elizabeth snapt het niet: zij is toch Riley? In haar ogen wordt toevallig een blond meisje in de ambulance gebracht, want zij denkt dat zij de echte Riley is. Haar moeder kijkt ze niet aan, omdat het volgens Elizabeth haar moeder niet is. Daarna wordt ze meegenomen door de politie.

## Achtergrond
Stuk kan beschouwd worden als een psychologische thriller. Hoewel het in de eerste plaats een spannend verhaal is, komen er heel wat problemen aan bod waar tienermeisjes mee kunnen kampen. Elizabeth heeft een eetbuistoornis die zich ontwikkelt tot boulimie wanneer ze haar eten uit begint te braken. Ze heeft ook zelfmoordgedachten en lijdt aan trichotillomanie: ze trekt haar eigen haren uit.

## Bewerkingen
- In 2011 werd Stuk opgevoerd in een toneelbewerking van Kees van Loenen.[2]
- In 2013 werd de roman verfilmd door regisseur Steven de Jong.[3]